# Matheriidae
De Matheriidae zijn een familie van uitgestorven tweekleppigen uit de onderklasse Pteriomorphia.